# Iarupea lopeteguii
Iarupea lopeteguii är en skalbaggsart som beskrevs av Martinez 1953. Iarupea lopeteguii ingår i släktet Iarupea och familjen Aphodiidae. Inga underarter finns listade i Catalogue of Life.